# Kaffistova
Kaffistova est à l’origine un café associatif et culturel spécifique à la Norvège du début du XXe siècle lié à l’exode rural, le monde paysan, les métiers de l’artisanat d’art ou domestiques et la promotion de la langue nynorsk. D’un café associatif, lieu de rencontre de la jeunesse rurale ou paysanne en milieu urbain dans toute la Norvège, elle est devenue une enseigne de restauration qui existe aujourd’hui encore, notamment celle d’Oslo qui s’est concentrée sur le créneau du petit déjeuner et du lunch dans un cadre décontracté modernisé ayant perdu la vocation folkloriste de la kaffistove originelle. Environ 130 kaffistover furent fondés à 90 endroits différents sur l’ensemble du territoire norvégien, dont six établissements à Oslo.

## Aspects linguistiques
Le terme « kaffistove  » (prononcé : [kafɪstoːvə], pluriel kaffistover) est par sa forme et sa phonétique un mot nynorsk ou néo-norvégien que comprennent toutefois les Norvégiens parlant le bokmål pour lesquels la forme dans cette seconde langue serait plutôt kaffestue (prononcé : [kafəstʉə]. Les synonymes nynorsk sont « kaffistue », « kaffihus » ou « kafé ».
De prime abord, ce n’est pas un nom propre mais la simple désignation d’un local où l’on peut déguster du café comme pour le terme autrichien Kaffeehaus, maison du café. La forme norvégienne avec stove ou stue fait davantage référence à la salle commune de restauration du café : « stove »  signifie une pièce à vivre, un salon ou une salle à manger dans les maisons d’habitation. La préférence pour « stove » au lieu de « hus » (maison) s’explique par le fait que la première est associée à la détente, à la communauté et au plaisir de partager à boire et à manger comme en famille. À l’instar de la « Stube » des Allemands, Autrichiens, Alsaciens et Suisses, la « stove » norvégienne était toujours la pièce la plus décorée et la plus publique des anciennes fermes traditionnelles. La « stove » reflète ainsi une communauté culturelle cohésive.
La forme avec le A en finale n’est pas une variante dialectale : il s’agit juste de l’article défini des mots féminins en nynorsk. Dans les langues scandinaves, quand le substantif est seul et non déterminé par quoi que ce soit, l’article défini est postposé. « Ei stove » signifie une salle à manger, « stova » veut dire la salle à manger. Stove et stue sont des mots féminins.
kaffistova avec un K minuscule pour désigner le type d'établissement fréquenté est devenu Kaffistova, un nom d’enseigne avec un logo représentant un dragon très stylisé. À l’image  d’une coopérative qui devient une Coop, le mot commun est entré dans le langage courant par habitude pour désigner un lieu de restauration, pour les locaux comme pour les touristes.

## Historique
La première kaffistove a été créée le 18 septembre 1901 à Oslo au centre-ville (A l’époque, "Christiania"). Le concept initial est d’un côté de servir à un public plutôt jeune et rural des boissons non alcoolisées et un repas de midi simple tiré de la tradition culinaire norvégienne. D’un autre côté, elle souhaite mettre en contact ses clients avec la langue nynorsk écrite par le truchement de livres et de publications de presse. Tout est fait pour y réaliser la jonction entre tous les secteurs de l’art, du divertissement et de l’artisanat. Les associations culturelles qui chapotent une kaffestove organisent des pièces de théâtre, des chorales, des soirées dansantes et font la promotion du costume traditionnel (bunad), des chants populaires et des produits faits  maison (husflid) comme le tricot ou la broderie. De nombreuses stover étaient associées à un hôtel dénommé bondeheimen (foyer paysan) géré par l’association Bondeungdomslag axée sur la promotion de la culture traditionnelle paysanne auprès de la jeunesse vivant en ville. Outre la restauration et l'hébergement, les kaffistover poursuivaient au départ également un but idéologique et nationaliste : mettre en avant et soutenir l'authenticité de la vie rurale comme socle de l'identité norvégienne. 
Ainsiplusieurs kaffistover ont été créées dans les grandes et moyennes villes de Norvège avec la même finalité partout :
- Christiania 1901 ;
- Bergen 1903 ;
- Trondheim 1904 ;
- Mosjøen 1906, appelée ici la kaffistove paysanne (Bondekaffistova).

En offrant aux nouveaux arrivants des régions rurales et aux voyageurs récurrents ou passagers un lieu de rencontre et d’expression en pleine ville, les kaffistover ont eu un grand succès auprès de la jeunesse des provinces et étaient des sources de revenus pour les associations tutelles de ces cafés. La plupart refusaient la vente de boissons alcoolisées. 

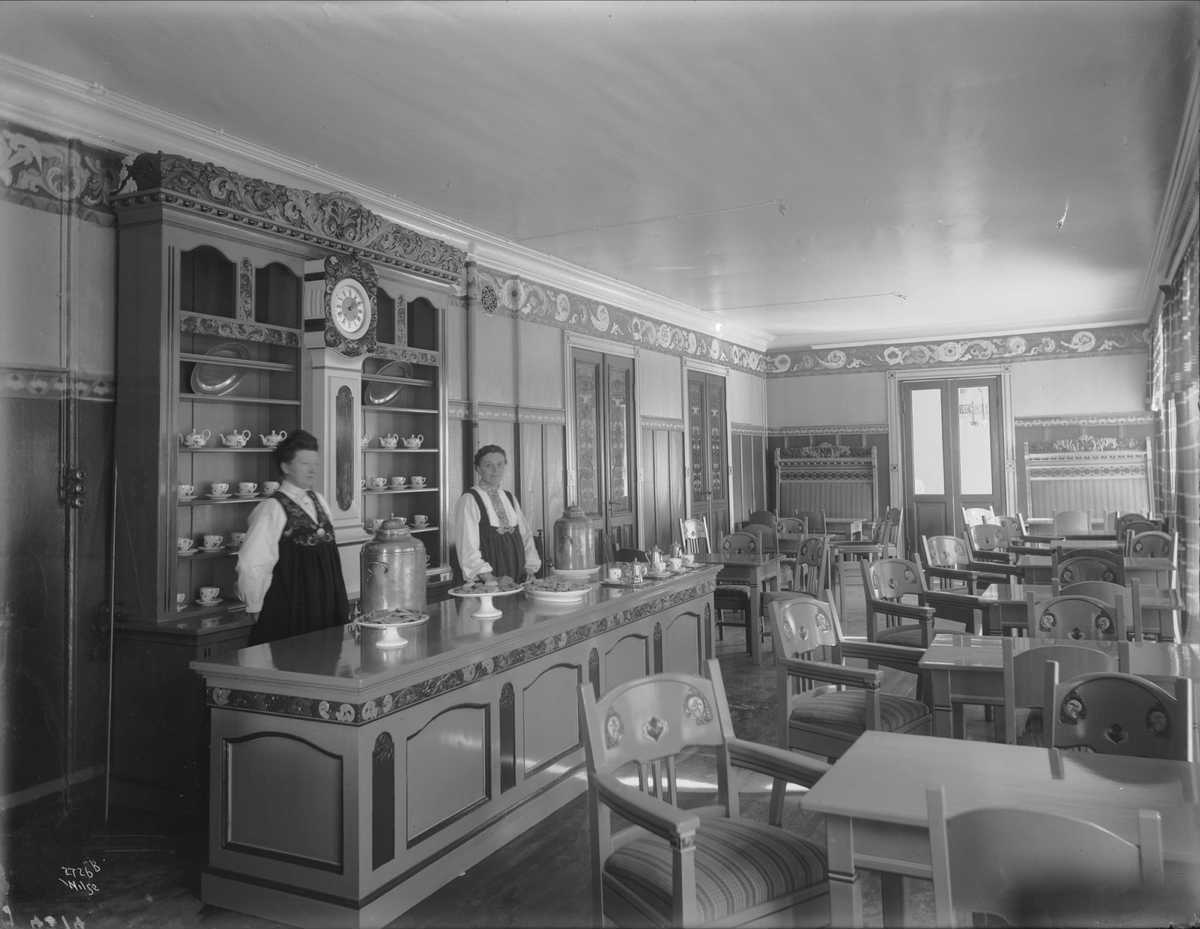
Exemple d'intérieur de la kaffistove d'Oslo au début du XXe siècle. On remarque le décor et le personnel en bunad.
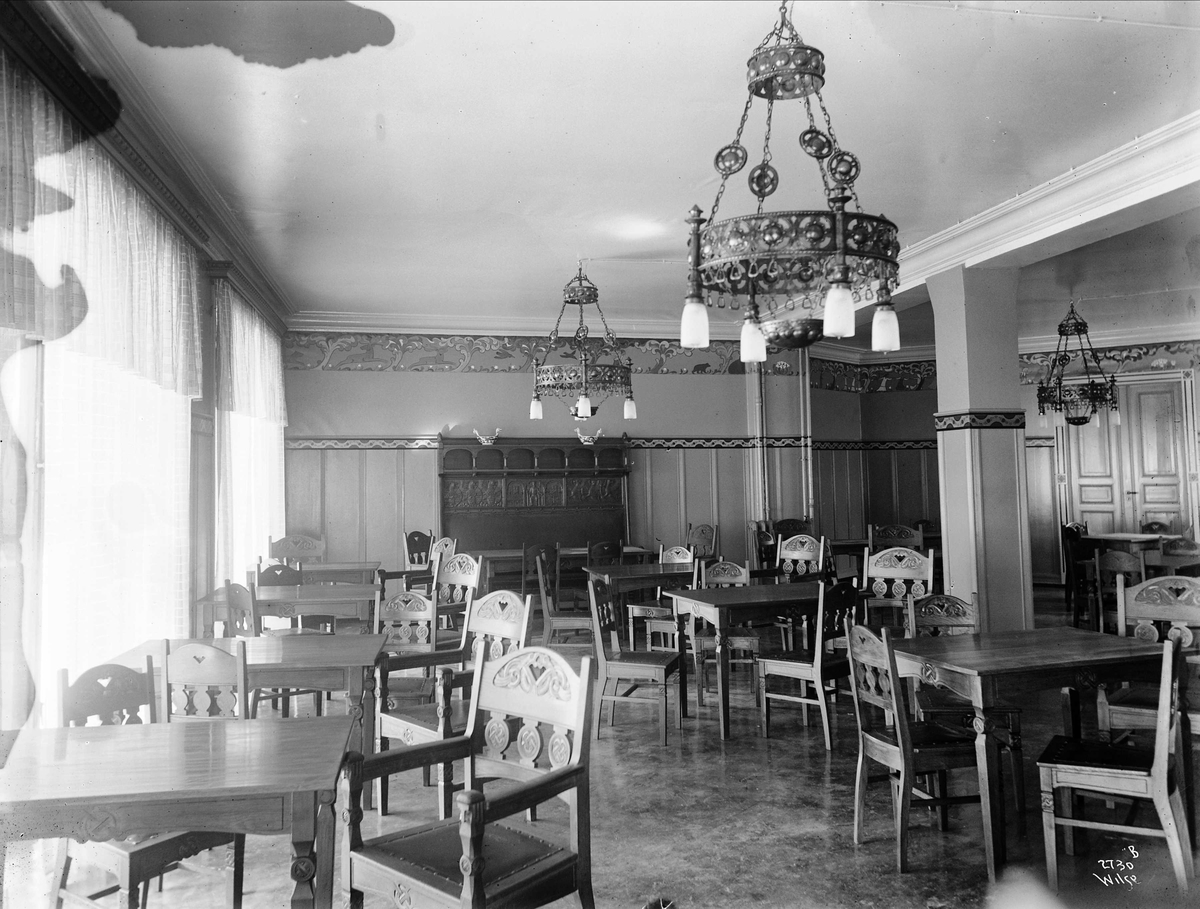
Ancienne Kaffistova où l'on peut observer la décoration ancrée dans l'esprit norvégien, notamment par l'usage du bois sculpté.
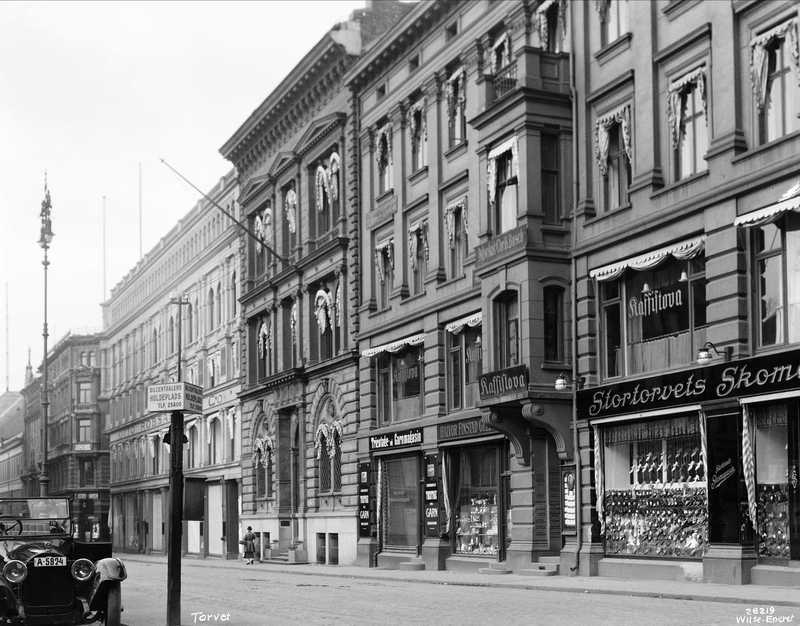
Ancienne Kaffistova à Oslo au centre-ville en 1926.
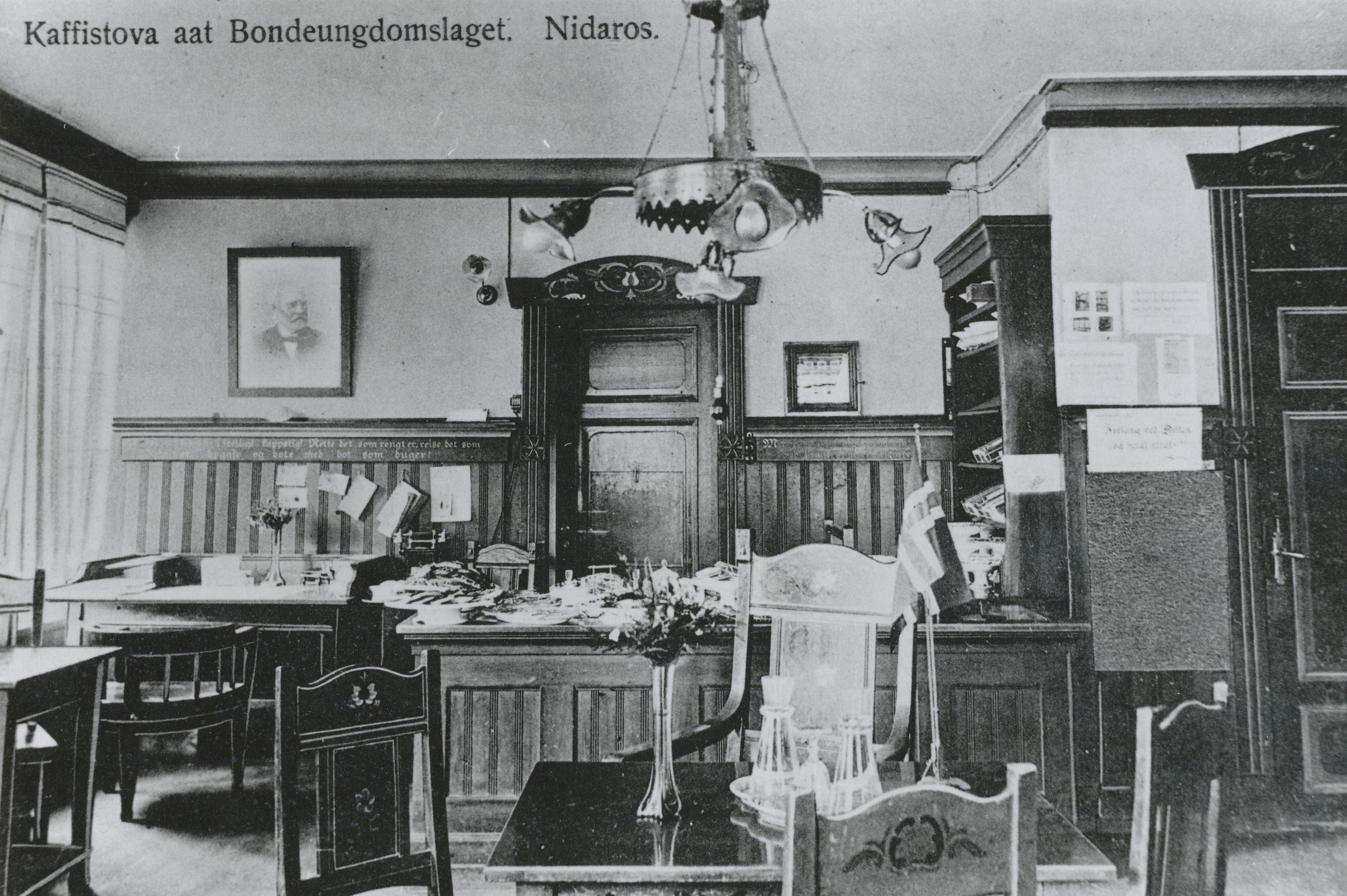
Ancienne Kaffistova au no 26 de la Nordre gate, les sculptures sur bois frappent le regard.

## Le milieu associatif
La kaffistove était un local associatif à vocation culturelle et sociale créé par l’antenne communale ou cantonale de deux fédérations principales:  l’association de la jeunesse de Norvège (Noregs Ungdomslag) et  l’association de la langue norvégienne (Noregs Mållag).

### Association de la jeunesse de Norvège
La plus importante des associations tutelle des kaffistover est le Noregs Ungdomslag. Il fédère au niveau national toutes les organisations de jeunesse respectueuse de la liberté d’opinion. Créé à Trondheim en 1896, il a son siège à Oslo. Il comptait en 2018 dans les 14 000 adhérents répartis sur environ 350 antennes régionales. L’association est neutre et non affiliée à un parti politique.
L’objectif de l’association au moment de sa création était de promouvoir la culture norvégienne et de mettre en contact tous les acteurs du monde associatif rural pour une meilleure coordination des activités. Une de ses priorités était d’offrir aux jeunes issus des campagnes un lieu de rencontre et d’échange dans les villes. Ceci laisserait entendre que la ville a un effet destructeur sur la tradition et que le citadin rejette les coutumes des campagnes comme démodées éventuellement. L’association  a travaillé essentiellement dans les domaines de la musique populaire, les costumes traditionnels (bunad), le théâtre amateur et l’artisanat traditionnel. Son action débouche sur la création de musées consacrés à la culture rurale et sur la coordination des activités avec des associations similaires[Lesquelles ?] à l’international. L'association travaille en étroite collaboration avec les universités populaires dont les programmes de cours pour adultes portent aussi sur la découverte d’un artisanat local, d’une technique de tricot ou de broderie traditionnelle entre autres. La danse et la musique traditionnelles occupent une place privilégiée dans leur programme. C’est pourquoi il ne faut pas omettre de parler du  rôle des artistes dans les différents métiers d’art souvent contactés ou cités en exemple par les associations promouvant la culture locale. On peut citer Lars Kinsarvik qui a non seulement décoré de nombreux kaffistover avec la sculpture bois traditionnelle de Norvège afin de donner un cadre authentique, local et identitaire aux jeunes clients, mais aussi parce que Kinsarvik jouait du violon traditionnel norvégien  pour exécuter les mélodies populaires que le compositeur national Edvard Grieg est venu collecter chez lui.
L’autre volet de l’association porte sur la défense de la langue nynorsk. Pour Oslo, les choses sont plus claires car il s’agit d’une région de Norvège où on parle le bokmål[pas clair]. Pour Bergen, Stavanger, Ålesund ou Trondheim, le contact avec la variante régionale est permanent. Néanmoins, le fait de soutenir une langue par le monde associatif au profit des populations rurales isolées dans les centres urbains tend à démontrer qu’on[Qui ?] craignait dans ce cas une trop forte influence du bokmål.
L'Ungsdomslag organise des réunions et des moments de partage en nynorsk mais il travaille surtout dans le monde de l’édition pour faire connaître la littérature en nynorsk (livres, magazines, articles de presse, bulletins de l'association).

### Association de la langue norvégienne
Le Noregs Mållag rassemble les associations de défense des dialectes norvégiens et du nynorsk comme langue écrite. Son siège est à Oslo. Au début des années 2010, il comptait environ 12 000 membres dans 160 antennes régionales dans 19 circonscriptions. Il a été créé en 1906 par Marius Hægstad qui en sera le premier président. Les groupes de métiers les plus représentés sont les enseignants, les commerçants, les médecins, les juristes, les théologiens et les journalistes.
L’association publie un bulletin pour ses membres qui s’appelle Norsk Tidend (Journal norvégien) et un magazine en ligne dénommé Magasinett. Elle décerne un prix de littérature nynorsk, un prix de littérature pour enfants en nynorsk et un prix de l’économie nynorsk.

### Association de la jeunesse paysanne
Affiliée à la Noregs Ungdomslag, l’association de la jeunesse paysanne (Bondeungdomslag) faisait aussi des affaires en gérant ces kaffistover, mais aussi  des hôtels et des magasins de vente de costumes folkloriques ou des produits issus de l’artisanat de l’art (Mouvement husflid). Les rentrées d’argent permettaient l’organisation des événements culturels mais faisaient également de cette association du monde paysan le propriétaire de l’hôtel Bondeheimen, la kaffistova  et le Heimen Husflid dans la capitale.
Luttant pour le maintien des traditions rurales encore très imprégnées par la culture paysanne, la kaffistove faisait fonction de lieu de rencontre pour les jeunes du monde agricole qui habitaient ou travaillaient dans les agglomérations urbaines. L’autre objectif affiché était la défense du nynorsk en parallèle avec les autres associations de jeunesse citées plus haut.

## Kaffistova aujourd’hui
L'enseigne commerciale a une carte basée en grande partie sur la tradition culinaire norvégienne et propose des plats de steak de renne, saumon fumé, gravlax et morue franche. 

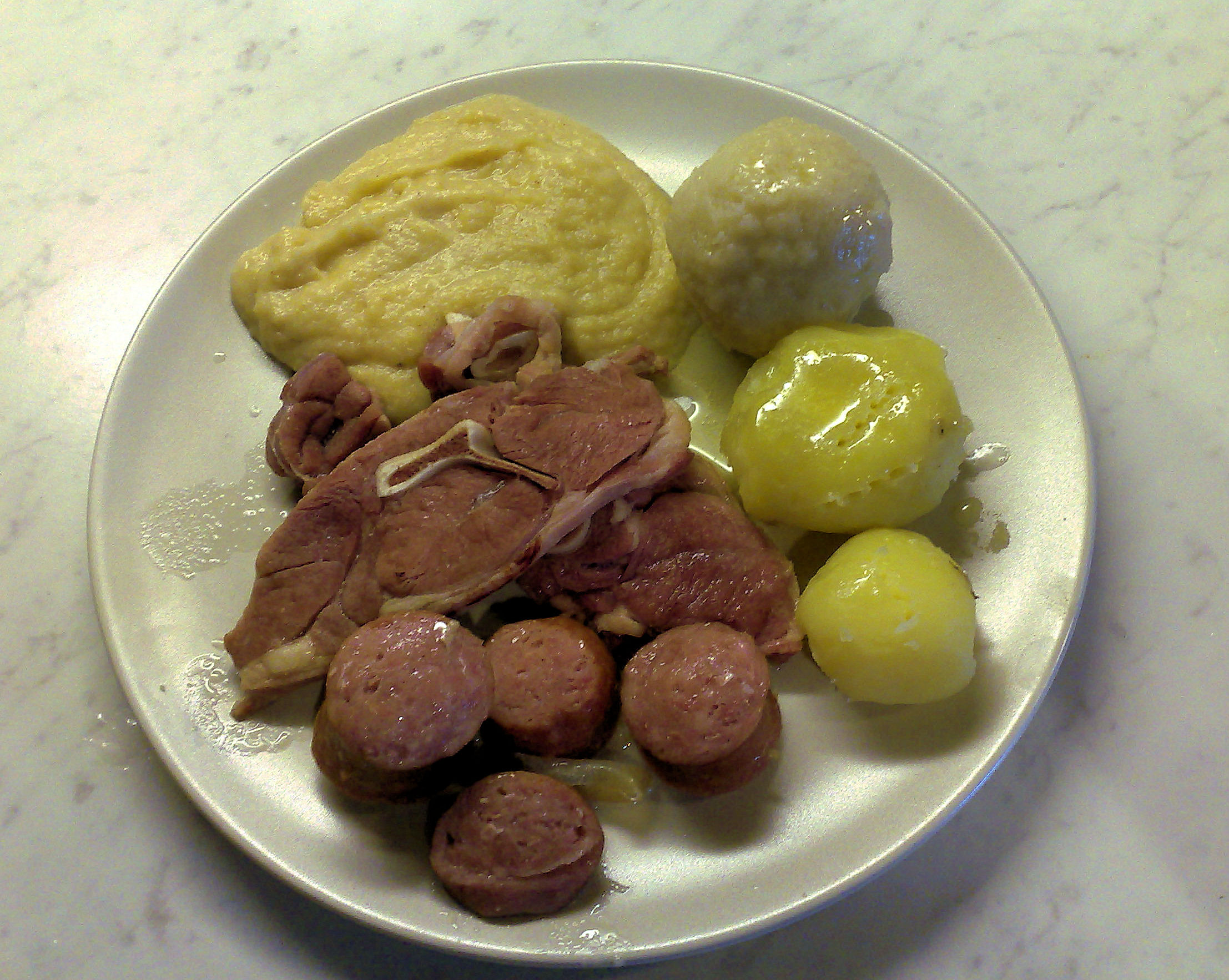
Repas de viande et saucisse avec boulettes de pommes de terre (Raspeballer.
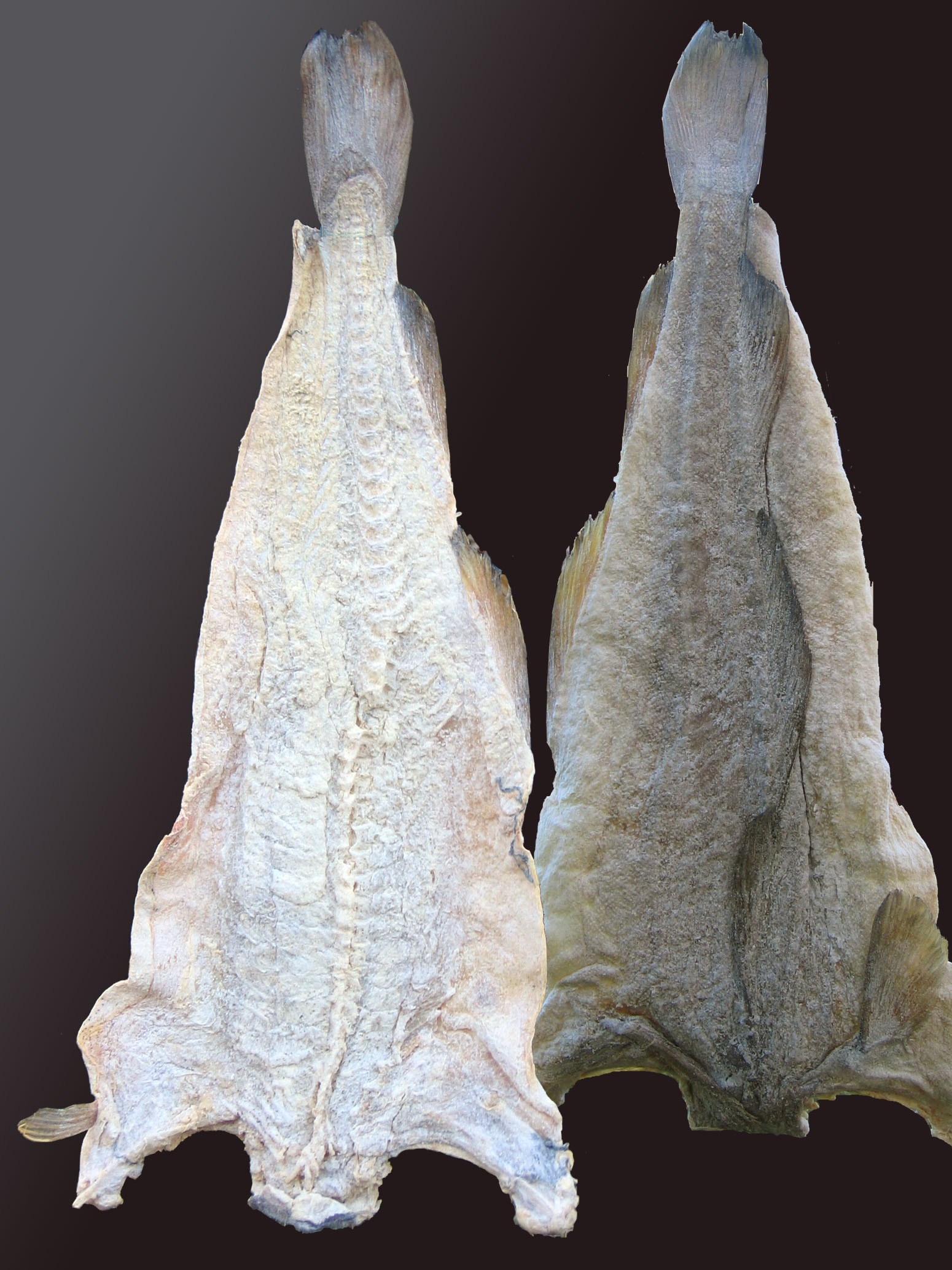
boknafisk ou sorte de morue séchée salée.
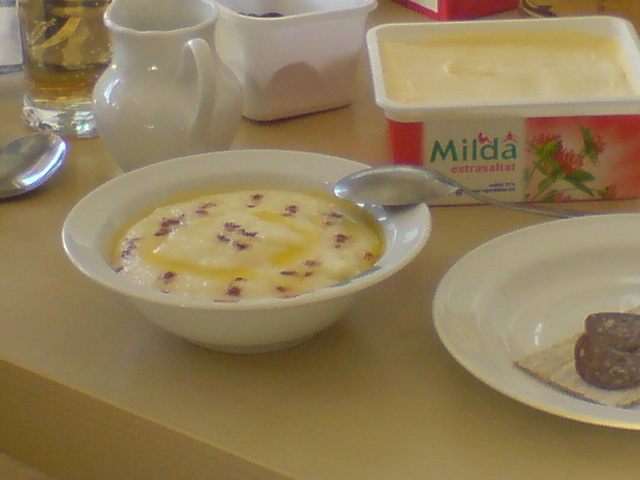
Rømmegrøt.
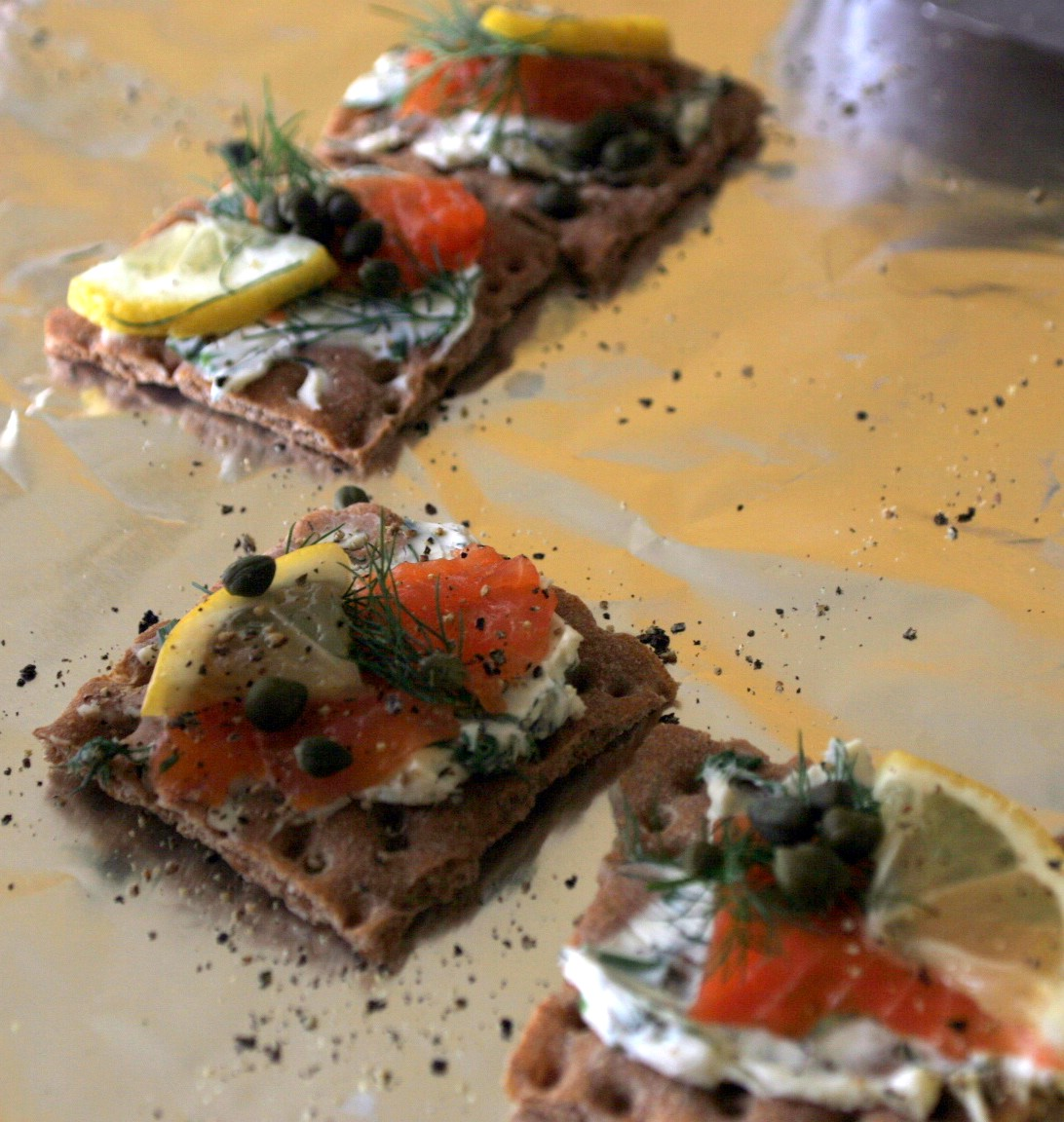
Gravlax ou saumon mariné.
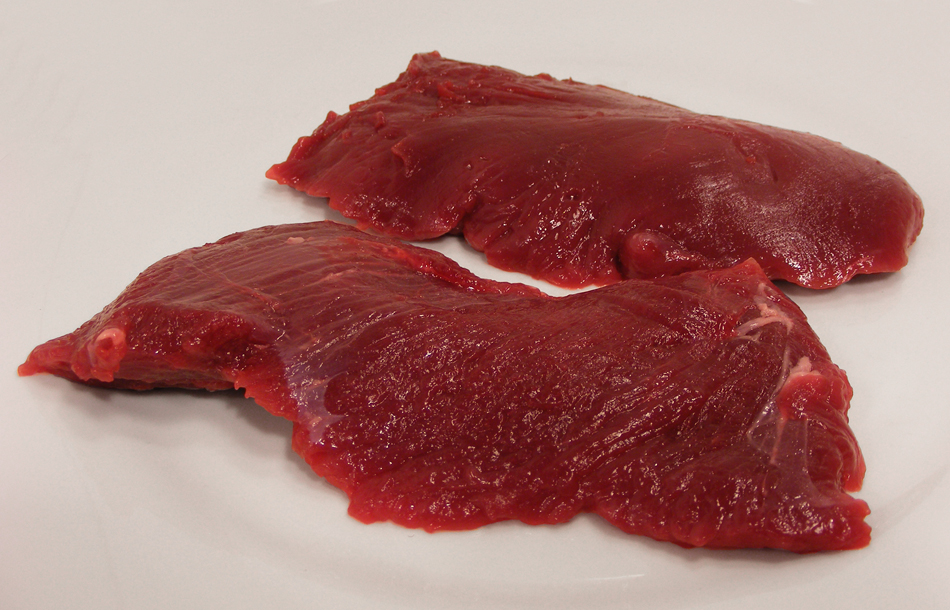
Steaks de renne.
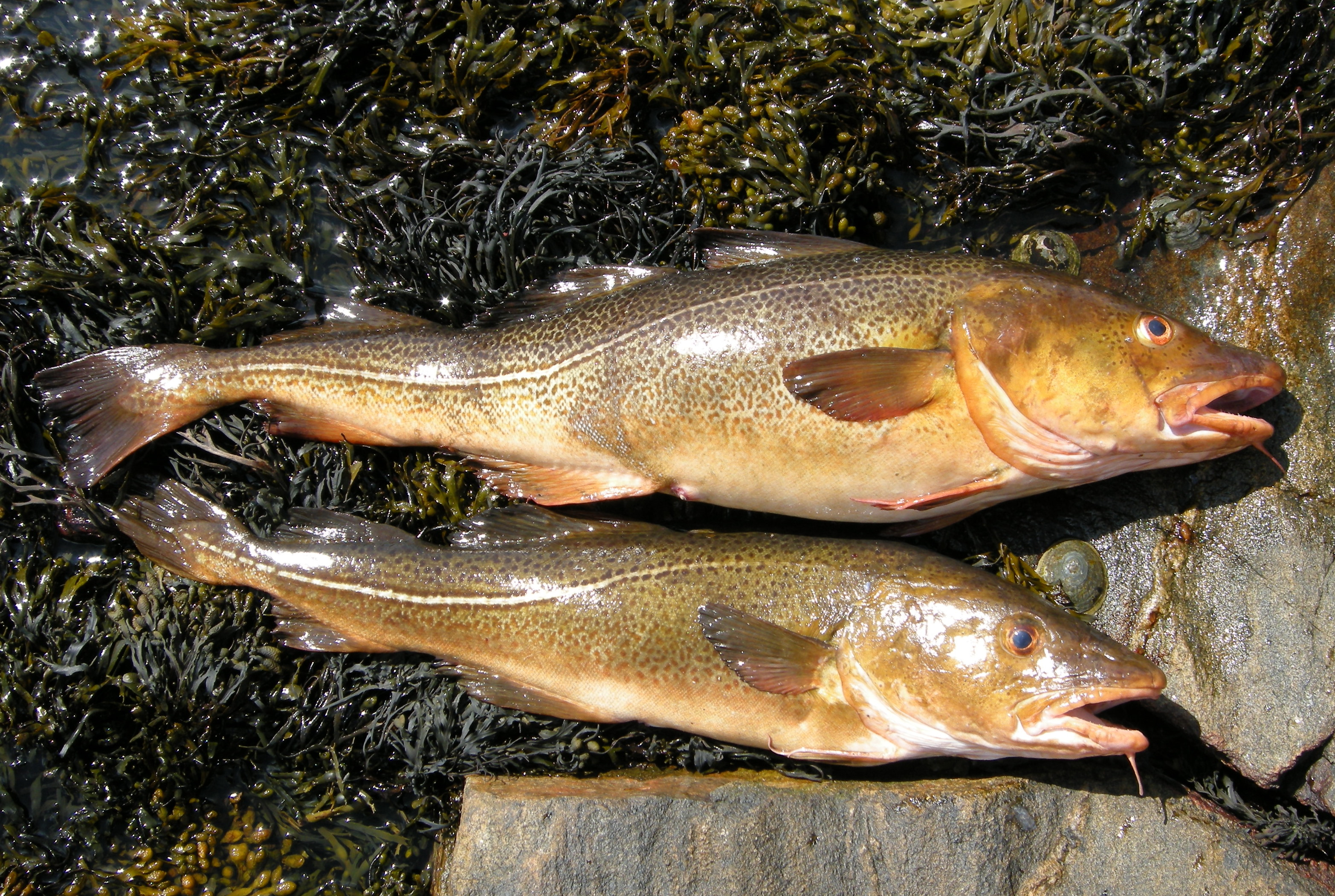
Morue de l'Atlantique ou cabillaud.
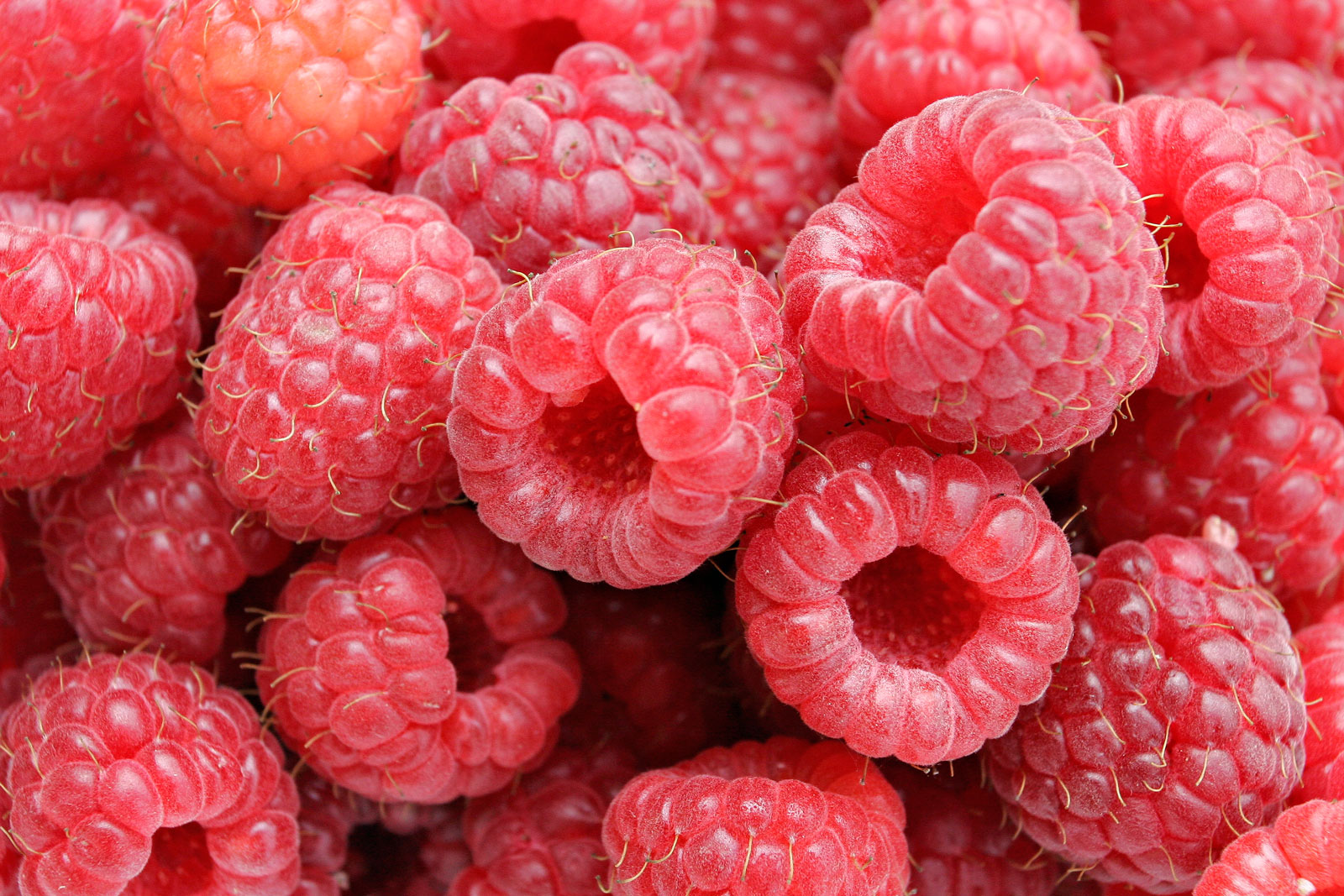
Framboises.